# Aaron Franken
Aaron Franken (* 23. November 1976) ist ein arubanischer Poolbillardspieler.

## Karriere
Im Mai 2003 erreichte Aaron Franken bei den BCA Open den 33. Platz. 2004 wurde er durch einen Finalsieg gegen den Argentinier Oscar Aguirre Panamerika-Meister im 8-Ball. Bei den BCA Open 2005 kam Franken erneut auf den 33. Platz. 2006 belegte Franken auf der IPT Tour bei der North American Open Championship sowie der World Open Championship jeweils den 121. Platz.
2010 war Franken Teil der arubanischen Mannschaft, die bei der Team-Weltmeisterschaft in der Vorrunde ausschied.